# Škofija Bathurst
Škofija Bathurst je rimskokatoliška škofija s sedežem v Bathurstu (Kanada).

## Geografija
Škofija zajame področje 18.770 km² s 119.634 prebivalci, od katerih je 109.634 rimokatoličanov (91,6 % vsega prebivalstva).
Škofija se nadalje deli na 62 župnij.

## Škofje
- Patrice Alexandre Chiasson (13. marec 1938-31. januar 1942)
- Camille-André Le Blanc (25. julij 1942-8. januar 1969)
- Edgar Godin (9. junij 1969-6. april 1985)
- Arsène Richard (15. november 1985-6. januar 1989)
- André Richard (20. maj 1989-16. marec 2002)
- Valéry Vienneau (3. julij 2002-danes)